# Turkish Aerospace Industries
Turkish Aerospace Industries, Inc. (kratica TAI), uradno turško Türk Havacılık ve Uzay Sanayi A.Ş. (TUSAŞ), je turško podjetje, ki izdeluje letalsko in vesoljsko tehniko, s sedežem v Ankari. Poleg svojih letal podjetje proizvaja tudi komponente za letala proizvajalcev Airbus in Boeing ter komponente za helikopterje proizvajalcev Eurocopter, Sikorsky in AgustaWestland. TAI proizvaja tudi vojaške in komercialne satelite.

## Proizvodi

### Brezpilotna letala
- TAI Anka-A (TIHA-A) (2013)
- TAI Anka-B (TIHA-B) (2013)
- TAI Baykuş (2003)
- TAI Gözcü (2007)
- TAI Keklik (2001)
- TAI Martı (2003)
- TAI Öncü (2009)
- TAI Pelikan (IHA-X2)
- TAI Şahit (IHA-X1)
- TAI Şimşek
- TAI Sivrisinek VTOL
- TAI Turna (2001)

### Letala
- TAI Hürkuş, dvosedežno turbopropelersko šolsko vojaško letalo/lahki jurišnik
- TAI TFX

### Helikopterji
- TAI/AgustaWestland T-129
- EUROTAI, sodelovanje pri izgradnji  30 Eurocopter AS532 Cougar helikopterjev za Turške oborožene sile

### Sateliti
- Göktürk-1, opazovalni satelit
- Göktürk-2 (izstreljen leta 2012), opazovalni satelit
- Göktürk-3, satelit
- Türksat 6A, komunikacijski satelit